# Pietro Bagnoli
Pour les articles homonymes, voir Bagnoli (homonymie).
Pietro Bagnoli (San Miniato 21 décembre 1767 - San Miniato, 22 octobre 1847) est un abbé, poète et librettiste italien.

## Œuvres

### Livrets
- (it) Per le faustissime nozze dell' ill. sig. marchese Neri Biffi Tolomei con S. E. la signora Da Maria Luisa, dei principi Corsini, Florence, dai torchj di L. Ciardetti, 1823, 39 p.
- (it) Giuditta. 1re partie, no  4. Cari amici (1782), oratorio, Livret de Pietro Bagnoli. - 1re exécution : Venise, 1782
- (it) Giuditta, oratorio en 2 parties, version revue par Salvadore Pazzaglia, en 3 parties, sous le nom de La Betulia Liberata o sia La morte di Oloferne. - Livret de Pietro Bagnoli. - 1re exécution : Venise, 1782
- (it) Numa Pompilio, opera seria, dramme eroico-pastorale en 2 actes. - Livret de Pietro Bagnoli. - 1re représentation : Paris, Théâtre des Tuileries, 1808

### Poésies
- (it) Poesie scelte di Pietro Bagnoli, con un discorso e con note di Augusto Conti, Florence, F. Le Monnier, 1857, 572 p.
- (it) Poesie varie di Pietro Bagnoli,..., Pise, S. Nistri, 1821, 146 p.
- L'agricoltura (1795)
- Ottave Cadmo (1821)
- Orlando Savio (1835).